# Jewgienij Minajew
Jewgienij Gawriłowicz Minajew (ros. Евгений Гаврилович Минаев; ur. 21 maja 1933 w Klinie, zm. 8 grudnia 1993 tamże) – radziecki sztangista, dwukrotny medalista olimpijski i czterokrotny medalista mistrzostw świata.

## Kariera
Startował w wadze piórkowej (do 60 kg). Pierwszy sukces osiągnął w 1956 roku, kiedy podczas mistrzostw ZSRR ustanowił wynikiem 114 kg nowy rekord świata w wyciskaniu. Dzięki temu znalazł się w reprezentacji kraju na igrzyska olimpijskie w Melbourne w tym samym roku, gdzie zdobył srebrny medal. W zawodach tych rozdzielił na podium Isaaca Bergera z USA i Polaka Mariana Zielińskiego. Na rozgrywanych rok później mistrzostwach świata w Teheranie zdobył złoty medal, pokonując Mannironiego i Bergera. Następnie zdobywał srebrne medale podczas mistrzostw świata w Sztokholmie w 1958 roku i mistrzostw świata w Wiedniu w 1961 roku, w obu przypadkach ulegając tylko Bergerowi. W międzyczasie wystartował na igrzyskach olimpijskich w Rzymie, gdzie zdobył złoty medal, wynikiem 372,5 kg wyrównując rekord świata.
W latach 1958, 1960 i 1962 zwyciężał w mistrzostwach Europy, a w 1961 roku był drugi. Pobił dziewięć rekordów globu, siedem razy był mistrzem ZSRR (1957-59, 1961, 1963 i 1965-66).
W 1966 roku zakończył karierę sportową. Pracował krótko jako trener, następnie jako mechanik w rodzinnym Klinie. Pod koniec życia był bezdomny, zamarzł na ulicy 8 grudnia 1993 roku, w wieku 60 lat.